# 13816 Stülpner
13816 Stülpner è un asteroide della fascia principale. Scoperto nel 1998, presenta un'orbita caratterizzata da un semiasse maggiore pari a 2,5448610 UA e da un'eccentricità di 0,1285575, inclinata di 12,90475° rispetto all'eclittica.